# Нгангара
Нгангара (фр. Ngangara) или Гангара — деревня и супрефектура в Чаде, расположенная на территории региона Мандуль. Входит в состав департамента Восточный Мандуль.

## Географическое положение
Деревня находится в южной части Чада, на берегах сезонно пересыхающей реки Курукуту, на высоте 517 метров над уровнем моря.
Населённый пункт расположен на расстоянии приблизительно 405 километров к юго-востоку от столицы страны Нджамены.

## Население
По данным официальной переписи 2009 года численность населения Нгангары составляла 14 612 человек (7000 мужчин и 7612 женщин). Население супрефектуры по возрастному диапазону распределилось следующим образом: 54,9 % — жители младше 15 лет, 41,9 % — между 15 и 59 годами и 3,2 % — в возрасте 60 лет и старше.

## Транспорт
Ближайший аэропорт расположен в городе Гунди.